# 奧斯塔利齊
49°23′22″N 25°42′57″E / 49.38944°N 25.71583°E
奧斯塔利齊（烏克蘭語：Остальці），是烏克蘭的村落，位於該國西部捷爾諾波爾州，由捷尔诺波尔区負責管轄，面積2.88平方公里，2001年人口428，人口密度每平方公里148.6人。